# جاك كالاهان
جاك كالاهان (بالإنجليزية: Jack Callahan)‏ هو رسام كارتون أمريكي، ولد في 14 ديسمبر 1888، وتوفي في 24 أغسطس 1954.